# Callithrix
Callithrix é um gênero de primatas da família Callitrichidae, subfamília Callitrichinae. Atualmente, o gênero se refere apenas aos integrantes do "Grupo Jacchus" e são endêmicos do leste e centro-oeste do Brasil, ocorrendo principalmente na Mata Atlântica. Possuem tufos nas orelhas, o que pode ser usado para diferenciar as espécies dentro do gênero. Popularmente são conhecidos como saguis, sendo animais bastante procurados como animais de estimação, por conta de seu pequeno porte.

## Taxonomia e evolução
Primeiramente, o gênero Callithrix referia-se a espécies de calitriquídeos que ocorriam tanto na Amazônia, quanto na Mata Atlântica. Atualmente, tal gênero se refere apenas aos calitriquídeos do "Grupo Jacchus", que são as espécies conhecidas por habitarem a Mata Atlântica e proximidades (são encontrados também no Cerrado e Caatinga). No "Grupo Jacchus", todas os táxons eram considerados como subespécies de Callithrix jacchus, entretanto, essas mesmas subespécies agora são consideradas espécies distintas, apesar da produção de híbridos férteis entre as espécies no cativeiro, e da existência de zonas de híbridos em áreas de contato entre as distribuições geográficas. É possível que Callithrix flaviceps seja uma subespécie de Callithrix aurita.
Estudos de morfomotria de crânio apontam que Callithrix aurita foi a primeira espécie a se separar das demais no gênero, seguida por Callithrix jacchus. Callithrix kuhlii, Callithrix penicillata e Callithrix geoffroyi formam um grupo monofilético, sendo que essas duas últimas espécies compartilham um ancestral comum exclusivo. Apesar de dados moleculares corroborarem com a hipótese de que C. aurita foi a primeira espécie do gênero a se separar das demais, esses dados colocam C. jacchus, C. penicillata e C. kuhlii em uma politomia não resolvida (sugerindo que essas três espécies na verdade são uma só), com C. geoffroyi sendo grupo-irmão dessa politomia.

### Espécies
- Gênero Callithrix
  - Sagui-de-tufos-brancos, Callithrix jacchus
  - Sagui-de-tufos-pretos, Callithrix penicillata
  - Sagui-de-wied, Callithrix kuhlii
  - Sagui-de-cara-branca, Callithrix geoffroyi
  - Sagui-da-serra-escuro, Callithrix aurita
  - Sagui-da-serra, Callithrix flaviceps

## Distribuição geográfica e hábitat
Os saguis do gênero Callithrix são endêmicos do Brasil, e ocorrem principalmente na Mata Atlântica. Todas as espécies ocorrem nesse bioma, mas também podem ocorrer em formações savânicas como o Cerrado e na Caatinga (Callithrix penicillata e Callithrix jacchus, respectivamente), sendo encontrados no Norte, Nordeste, Leste e Centro-Oeste do Brasil.

## Conservação

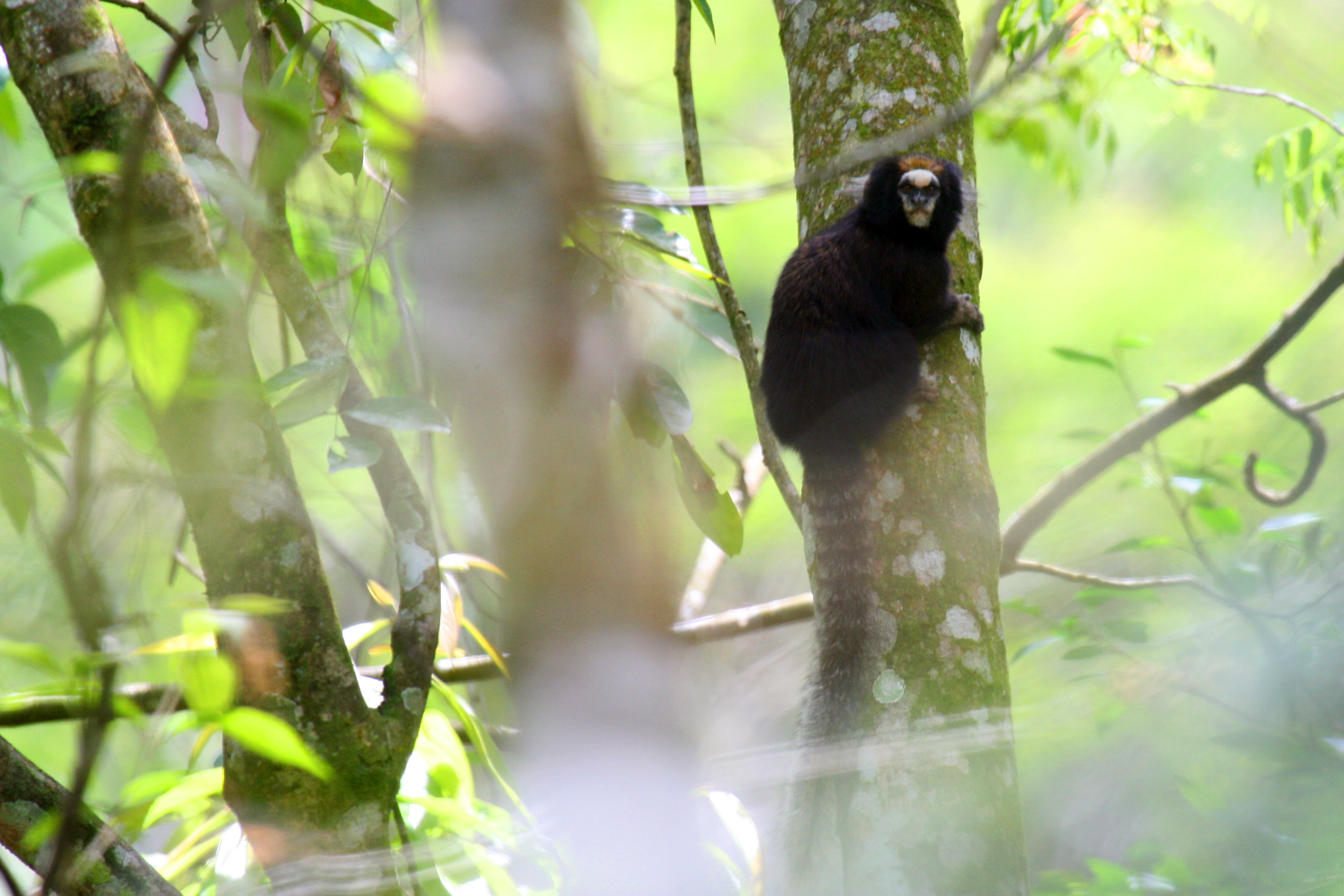
O sagui-da-serra-escuro se encontra em perigo de extinção devido ao desmatamento.

As espécies do gênero habitam áreas com forte pressão de desmatamento, ou que já foram bastante desmatadas, como é o caso da Mata Atlântica. Das seis espécies descritas, quatro delas se encontram em algum grau de ameaça e algumas são encontradas apenas em unidades de conservação, como o sagui-da-serra. O sagui-de-cara-branca, sagui-de-tufos-brancos e  o sagui-de-tufos-pretos não se encontram em perigo de extinção, e suas populações estão estáveis e as populações do sagui-de-tufos-pretos estão aumentando. Essas duas últimas espécies, além disso, são invasoras de outras regiões do Brasil e na Argentina, graças a introduções feitas pelo homem, principalmente por fugirem do cativeiro (são espécies muito visadas como animais de estimação), podendo hibridizar com as espécies nativas, inclusive. A ocorrência dessas espécies como invasoras, ademais, acompanhou o grau de desmatamento e degradação da Mata Atlântica, na medida que trechos de floresta foram sendo desmatados, o sagui-de-tufos-brancos e o sagui-de-tufos-pretos iam povoando os remanescentes de floresta secundária.